# Eugène Mordant
Eugène Mordant, né le 23 juillet 1885 à Châteauneuf-la-Forêt (Haute-Vienne) et mort le 8 septembre 1959 à Saint-Gaultier (Indre), est un général de corps d'armée français. Il a dirigé les réseaux français de résistance en Indochine face au Japon durant la Seconde Guerre mondiale.

## Biographie

### Formation
Fils d'un gendarme, il intègre l'École spéciale militaire de Saint-Cyr en 1904 (promotion du Centenaire d'Austerlitz).
Il est 20e sur 300 élèves à la sortie d'école en 1906, et intègre l'infanterie coloniale. 
Le sous-lieutenant Mordant sert en Afrique et au Maroc. Il se distingue sur les champs de bataille de la Première Guerre mondiale au cours de laquelle il est deux fois blessé et quatre fois cité.

### Carrière militaire
Il est admis en 1919 à l'École supérieure de Guerre dont il sort breveté d'état-major. Il sert ensuite en Indochine, puis commande (comme général de brigade, avant d'être promu général de division le 13 mars 1940) la 16e D.I. sur le front français de novembre 1939 à juin 1940.
Le général Mordant participe à la Bataille de France à la tête de la 16e division d'infanterie, rattachée au 10e Corps d'Armée. En position sur la ligne Weygand, il prend part à la bataille d'Amiens en tenant le village de Saint-Fuscien au sud d'Amiens.
En janvier 1941, il prend le commandement des forces françaises dans la guerre franco-thaïlandaise, commencée en octobre 1940. Manquant d'hommes, de soutien aérien et d'équipement, il fait le constat de troupes désabusées par l'armistice métropolitaine. Commandant militaire en Indochine pendant la Seconde Guerre mondiale, il rallie la Résistance au début de 1944 et devient secrètement le représentant en Indochine du Comité français de la Libération nationale puis du Gouvernement provisoire de la République française (GPRF). Lors de l'attaque surprise japonaise du 9 mars 1945, il dirige durant quelques heures la défense de la garnison de Hanoï mais, contraint de capituler, est fait prisonnier de guerre. Il est libéré après la capitulation japonaise.
Le général Mordant retourne définitivement en France en septembre 1946, aux suites de sa mise à la retraite de l'armée.
Le général Mordant a publié un livre de souvenirs sur sa guerre en Indochine : Au service de la France en Indochine, 1941-1945 (Saïgon, imprimerie française d'Outremer, 1950).